# Пољопривреда Војводине (часопис)
Пољопривреда Војводине : часопис за за пољопривреду и земљорадничко задругарство je пољопривредни часопис Савеза земљорадничких задруга АП Војводине који је излазио у периоду од 1953. до 1958. године у Новом Саду.

## О часопису
Покретање часописа пратила је идеја да се прикаже целокупна проблематика пољопривреде и пољопривредних произвођача у АП Војводини, обухватајући стручну, економску, политичку и организациону проблематику, као и да се укаже на могућа решења.

### Историјат
Први број часописа изашао је у марту 1953. године као својеврсни наставак Билтена који је представљао гласило земљорадничког задругарства. Разлог покретања новог часописа је тај што је садржај Билтена постао сувише једностран и преузак бавећи се, углавном, организационо-техничким питањима земљорадничког задругарства. Часопис је штампан ћирилићним писмом, а од бр. 1/2 (1956) излазио је на латиници. Под овим насловом часопис је излазио до краја 1958. године, а након тога наставља се под насловом Савремена пољопривреда.

### Периодичност излажења
Часопис је излазио месечно, односно годишње је излазило дванаест бројева.

## Уредници
- у 1953. години одговорни уредник био је Гојко Радовић
- од бр. 1 (1954) до бр. 5/6 (1956) одговорни уредници били су Милан Максимовић и Борисав Марковић
- од бр. 7 (1956) до бр. 11 (1957) одговорни уредници били су Борисав Марковић и Миливој Павловић
- од бр. 12 (1957) до бр. 12 (1958) одговорни уредник био је Славко Боројевић[2]

## Теме
- пољопривреда
- економика села
- организациона техника
- пољопривредна газдинства